# دون كريج
دون كريج (باليابانية: クリーク) ‏ (بالإنجليزية: Don Kreig)‏ هو شخصية خيالية من سلسلة أنمي ومانغا ون بيس التي انشأها إييتشيرو أودا. وهو من القراصنة الأشرار الذين هزمهم لوفي وهو كابتن قراصنة كريج وهو قرصان سيئ السمعة في الأزرق الشرقي. وهو العدو الرئيسي لـ الطاقم في ارك باراتي شخصيته نموذج الشخص الشرير الذي يذهب إلى الميول القاسي باستخدام ترسانة ضخمة من الأسلحة
فهو لا يعرف معنى الشرف ولا يستطيع تجنيب التعاطف مع أي شخص
يتميز كريج بمظاهر من القسوة وعدم الثقة والغطرسة وانه واثق في التفوق على أي شخص
يعتقد أن بفضل اسلحته يمكنه التغلب على أي عدو أدى هذا إلى محاولته الفاشلة للاستيلاء على الجرائد لاين
هزم تماما عندما قام ميهوك بـ اباده اسطوله بالكامل ورفض كريج في قبول أو تعلم من اخطاءه السابقه
بدلا من ذلك تحول إلى أسلوب الخداع للحصول على جانب عاطفي والاعتقاد بأن هناك نوعا من الحيلة للتغلب على الأعداء يعتمد على الأسلحة وله ثقة مفرطة بالنفس .. يفقد أعصابه إذا لم تتحقق أوامره
رفع رايه بيضاء ومتنكر في زي البحرية للحصول على هدفه .. يرى أن مفاهيم الفخر والتعاطف ما هي الا اشياء مثيرة للشفقة
يتجلى كريج أن يكون استراتيجي سليم وذو خبرة .. يستخدم الخداع والتنكر لتجنب معارك لا طائل منها
سلوكه غير شريف وغير أخلاقي من خلال تبين انه لا يلتزم بالصدق.. يحكم طاقمه بـ القوة الصارمة ويتوقع الطاعة المطلقة لمطالبه الطاغية
ومع ذلك، بعض الأعضاء مثل جين لديه احترام حقيقي لـ كريج.

## طاقم دون كريج
- جين.هو من اشد الموالين لـ كريج، وتنفيذ أوامره مهما كان أن يعطى منه بغض النظر عن مدى وحشية المهمة غير الإنسانية أو القاسية دون احتجاج أو تردد، وبالتالي كسب لنفسه اللقب " الشيطان يطيع أوامره فـ قام بـ رمي القناع بعيدا وتنفس الغاز MH5 السام لأنه يخشى غضب كريج وعصيان أوامره.
- بيرل.وعلى الرغم من الثقة الزائدة له في الدفاع غير القابل للكسر، لكن يعترف أن كريج متفوق عليه وعلى عكس جين ليس لديه شعور الشرف.